# Dejan Krsmanović
Dejan Krsmanović (Titovo Užice, 16 gennaio 1986) è un allenatore di sci di fondo ed ex sciatore nordico serbo attivo nel biathlon e nello sci di fondo.

## Biografia
Dejan Krsmanović, originario dei monti Zlatibor, gareggiò principalmente nel biathlon, anche se per tutta la sua carriera prese saltuariamente parte a gare secondarie di sci di fondo (Alpen Cup, Balkan Cup, gare FIS, universitarie e militari) e rappresentò la Serbia all'Universiade invernale di Torino 2007 e ai Mondiali militari di Val d'Aosta 2010 e Soči 2017, senza ottenere risultati di rilievo.
Attivo nel biathlon dalla stagione 2004-2005, esordì in Coppa del Mondo il 6 dicembre 2009 a Östersund in staffetta (24º) e ai Campionati mondiali a Ruhpolding 2012, dove si classificò 126º nella sprint; ai Mondiali di Kontiolahti 2015 si piazzò 115º nell'individuale, 120º nella sprint e 27º nella staffetta e il 19 marzo dello stesso anno ottenne il miglior risultato individuale in Coppa del Mondo, a Chanty-Mansijsk in sprint (88º). Ai Mondiali di Oslo 2016 fu 102º nella sprint e a quelli di Hochfilzen 2017, sua ultima presenza iridata, si classificò 100º nell'individuale e 97º nella sprint; la sua ultima gara nel biathlon fu la sprint di Coppa del Mondo disputata il 17 marzo 2017 a Oslo Holmenkollen (105º), mentre la sua ultima gara in carriera fu la 15 km di sci fondo militare disputata il 6 aprile 2018 a Saalfelden. Non prese parte a rassegne olimpiche.
Dopo il ritiro dalla carriera agonistica è divenuto allenatore di sci di fondo: tra gli altri ha allenato l'argentino Franco Dal Farra.